# Weinbau in Connecticut
Weinbau in Connecticut bezeichnet den Weinbau im amerikanischen Bundesstaat Connecticut. Gemäß US-amerikanischem Gesetz ist jeder Bundesstaat und jedes County per definitionem eine geschützte Herkunftsbezeichnung und braucht nicht durch das Bureau of Alcohol, Tobacco, Firearms and Explosives als solche anerkannt zu werden.

## Lage
Die küstennahen Bereiche des Bundesstaates in der Nähe des Long-Island-Sund und des Tals des Connecticut River sind für den Weinbau klimatisch am günstigsten.

## Geschichte
Obwohl früh besiedelt und mit einem belegten Beginn mit dem Weinbau im Jahr 1788 beginnt der moderne Weinbau erst im Jahr 1978 mit dem Verabschieden des Connecticut Winery Act.